# Katlenburg (Burg)

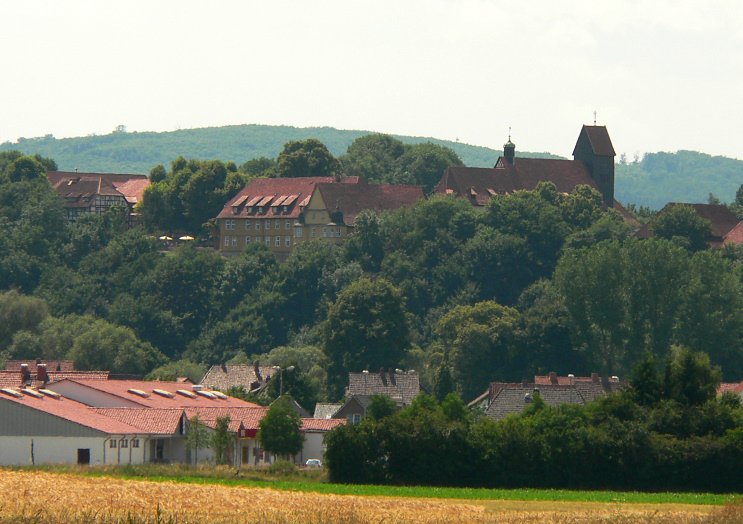
Nordseite

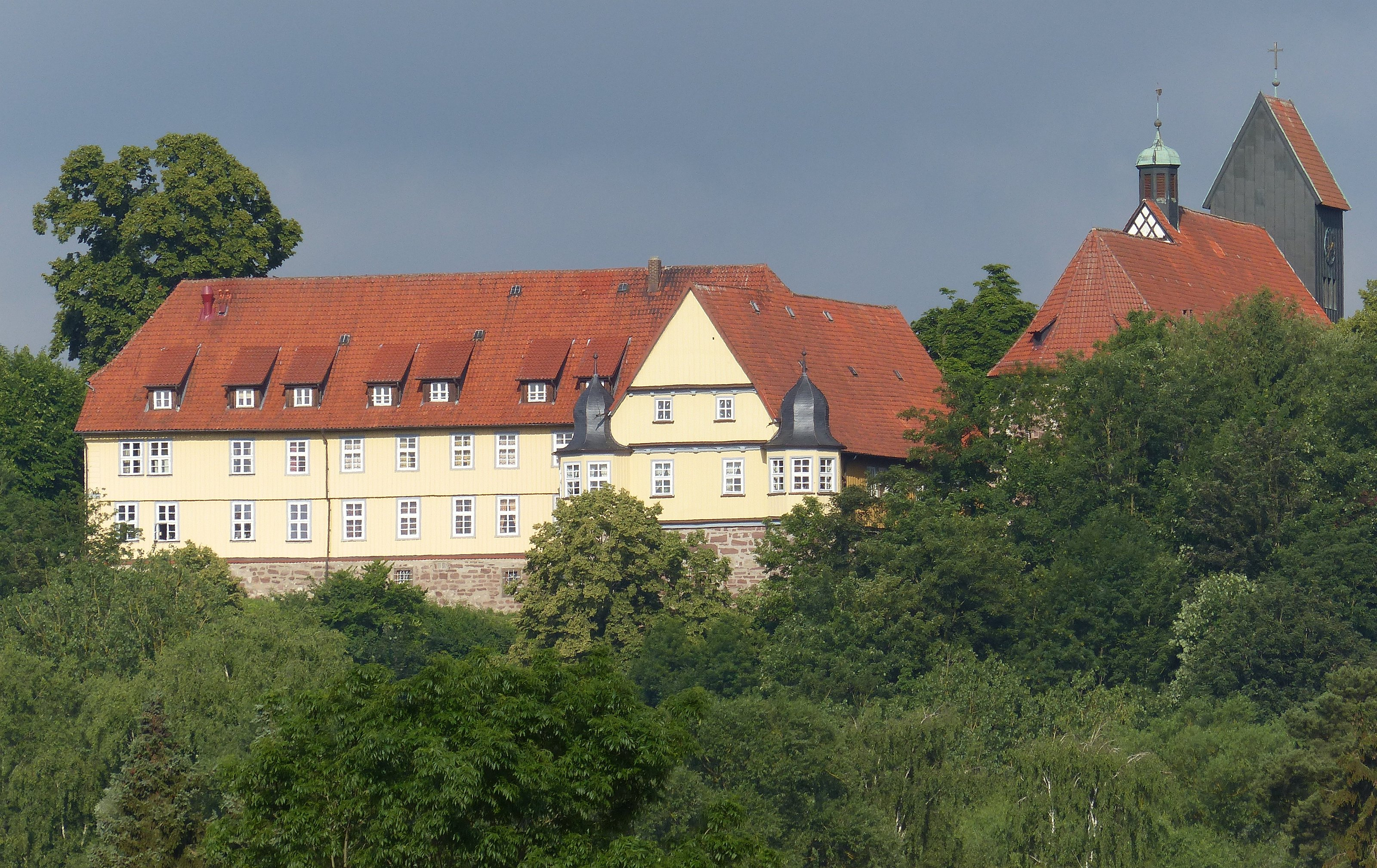
Nordostseite

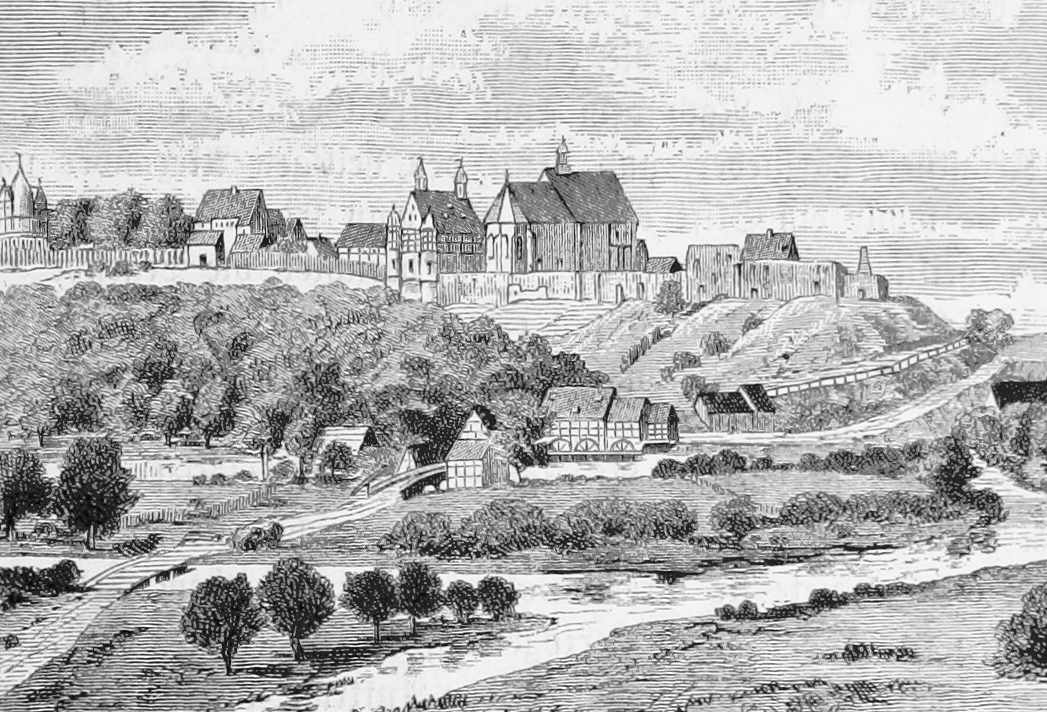
Merian-Stich um 1654

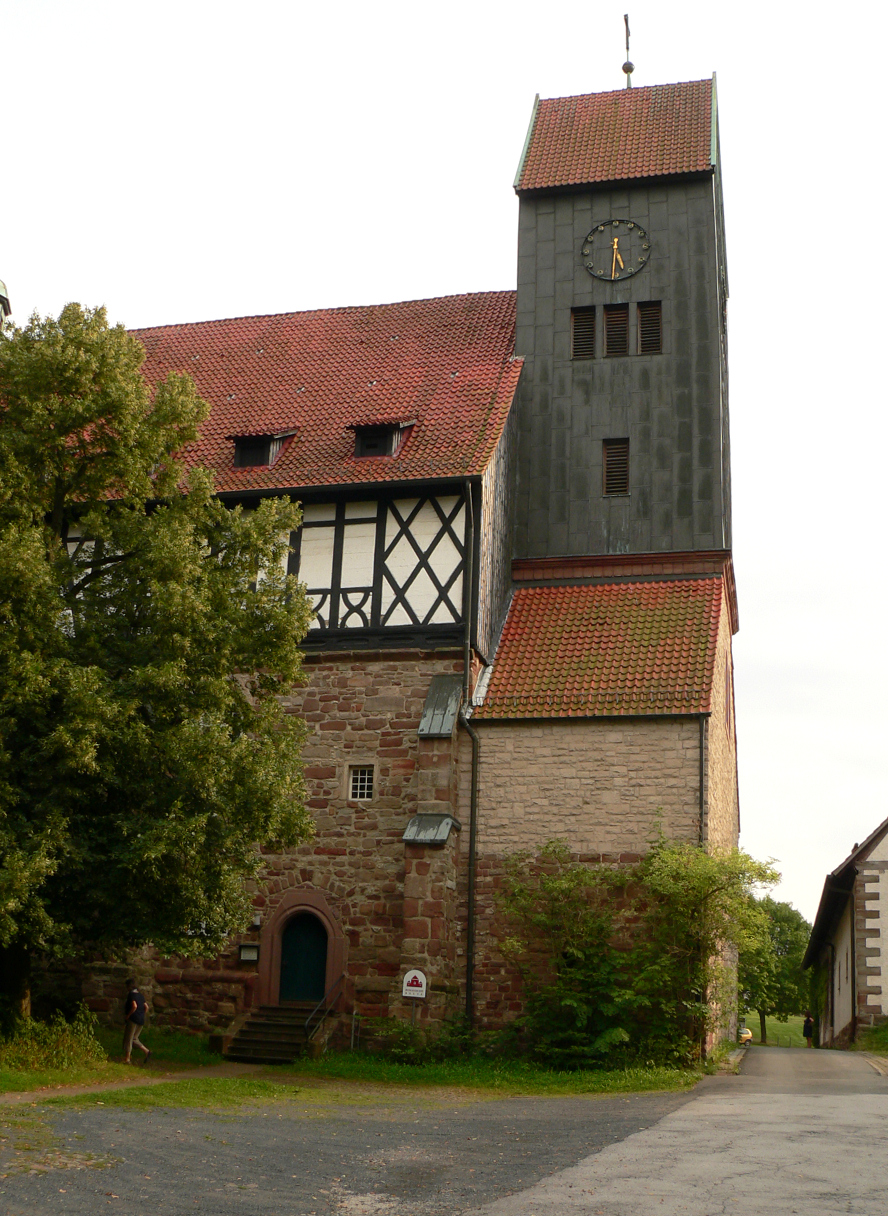
Kirche

Die Katlenburg ist eine ehemalige Burg- und Klosteranlage im Ortsteil Katlenburg in der Gemeinde Katlenburg-Lindau in Niedersachsen. Die im 11. Jahrhundert als Spornburg entstandene Anlage war in ihrer wechselhaften Geschichte die längste Zeit ein Kloster und Sitz einer landwirtschaftlichen Domäne, später Bildungsstätte. Seit 1990 ist die Anlage als Bücherburg bekannt geworden.

## Lage
Die Katlenburg liegt nahe dem Ortsteil Katlenburg im westlichen Harzvorland. Sie befindet sich in einer strategisch günstigen Lage am Ende eines Bergsporns auf dem für die Burg namensgebenden Katelberg. An zwei Seiten ist sie durch 50 m hohe Steilabhänge geschützt. An zwei Seiten des Burgbergs fließen die Rhume und Katlenbach. Insgesamt finden sich in der Niederung vier Fluss- und Bachläufe, die mit ihrer einst sumpfigen Flussniederung Feinden eine Annäherung erschwerten. Es handelt sich um die Rhume mit zwei Flussarmen, die Söse und den Katlenbach. Ohne größere Hindernisse ist eine Annäherung an die Burg nur über das Bergplateau von Süden möglich. Unterhalb der Burg in der Ebene verlief im Mittelalter die Nordhäuser Heerstraße nach Leipzig, über die der Verkehr vom Rheinland nach Thüringen führte. Die Straße überquerte die Rhume unmittelbar unterhalb der Burg.

## Baubeschreibung
Die Katlenburg bestand ursprünglich aus einer dreiecksförmigen Hauptburg am steil abfallenden Ende eines Bergsporns. Der Merian-Stich von 1654 zeigt diesen Burgbereich mit verfallenen Gebäuden und Mauerresten. Vermutlich wurden auf den Fundamenten in späteren Jahrhunderten die Gebäude errichtet, die noch heute vorhanden sind. Die ungeschützte Südseite zum Bergplateau sicherte ein heute verfüllter Abschnittsgraben. In diesem Bereich fand sich vermutlich früher der Bergfried, der in den Resten eines 10 × 10 m Grundmauerpodestes zu deuten ist. Außerdem bestand eine vorgelagerte Vorburg im später eingerichteten Domänenbereich.
Wegen der unterschiedlichen Geschichte mit mehrfachen Zerstörungen durch Brand- und Kriegsereignisse bilden die Gebäude auf dem Burgberg heute keine einheitliche Gruppe aus einer Stilperiode. Sie sind locker über das Gelände verteilt und entstammen verschiedenen Zeitepochen. Mittelpunkt der Anlage ist die Kirche St. Johannes als einstige Schlosskirche mit Krypta. Beides sind die ältesten Bauteile und werden der Burg bei einer Entstehungszeit im 13. Jahrhundert zugerechnet.
Das mittelalterliche Torgebäude südöstlich der Kirche besitzt gotische Stilelemente. Neben der Durchfahrt in der östlichen Fachwerkwand über einem Türbalken sind gotische Vorhangbögen vorhanden.
Nördlich der Kirche befindet sich das Magazingebäude. In dessen Kellergeschoss befinden sich neben Tonnengewölben auch rippenlose Kreuzgewölbe.
Von der östlichen Ringmauer der Unterburg ist das Kellergeschoss erhalten. Ursprünglich stand hier ein Massivbau mit Fachwerkobergeschossen, ähnlich wie beim Welfenschloss in Herzberg am Harz. Teile der mit Gips verputzten Kellergewölbe sind mit Schutt zugefüllt. Der Unterteil der Mauer steckt so tief im Hangschutt, dass selbst die Schießscharten mit Unrat zugedeckt sind. Auf einem Merianstich sind diese Lichtöffnungen mindestens 5 bis 6 Meter über dem Erdboden zu erkennen. Nord-, West- und Südbereich der ehemaligen Ringmauer sind nur teilweise erhalten.
Direkt nördlich anschließend an das Nordwesttor befindet sich als Wohnung genutzt das ehemalige Amtsgefängnis.
Das heute „Magazin“ genannte Gebäude besteht im Erdgeschoss aus einer im Westteil ehemals befindlichen Kapelle mit Anbauten eines repräsentativen massiven Gebäudes. Die engräumige Kapelle besitzt gotische Gewölbe, wie der angesetzte größere Ostteil. Scheinbar hatte das Gebäude ursprünglich noch ein oder mehrere Obergeschosse. Im Gebäude an der Südseite befindet sich ein massives Halbrund als Rest eines ehemaligen Rundturmes oder Treppenturmes. Die Außenmauer ist gerade geradlinig gebaut, so als wenn man den Turmrest abgeschnitten hätte. Eine Tür führt von außen in das Halbrund. Die Südwand des „Magazingebäudes“ zeigt östlich eines Knickes in der Mauerflucht verschieden hoch angesetzte hohe frühgotische Fenster und Zugänge. Am südlich gegenüber gelegenen „Philippschlösschen“ weisen heute noch vermauerte gotische Mauerdurchbrüche auf eben jene ältere Untergliederung der Geschosse und den Ansatz des die beiden Gebäude ehemals verbindenden östlichen Wohntraktes hin.
Die nördlich des „Magazins“ befindlichen jüngeren Gebäude entstammen dem 18. Jahrhundert.
Die südlich der Kirche vorhandenen Massiv- und Fachwerkbauten des Amtshofes entstanden erst nach dem Dreißigjährigen Krieg. Der in der Mitte des Wirtschaftshofes im 17. Jahrhundert erstellte „Reitstall“ besitzt eine für damalige Zeiten erstaunliche freitragende Deckenkonstruktion.
Neben der heutigen südlichen Zufahrt stehen links die Überreste des „Ochsenstalles“. Er wurde durch einen schweren Sturm in den 1980er Jahren aufgrund unterlassener Baureparaturen zur Ruine.

## Geschichte

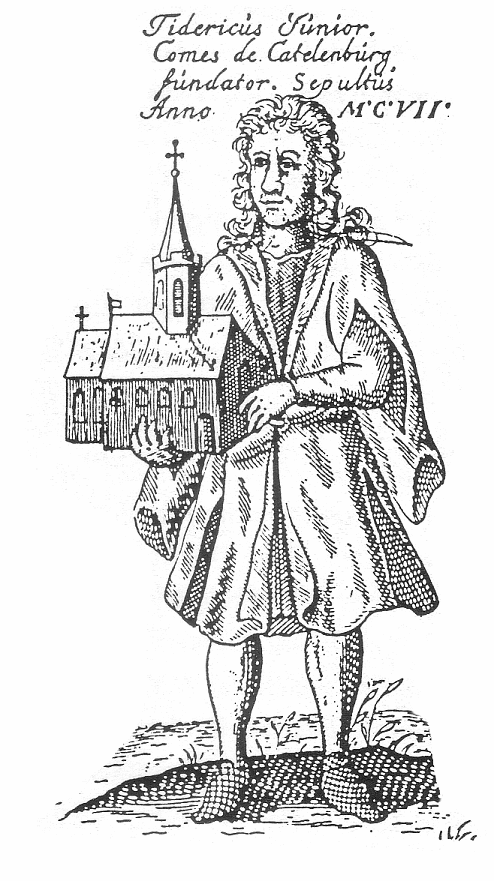
Graf Dietrich III. von Katlenburg mit Klosterkirche, Kupferstich des 18. Jahrhunderts

Katlenburg 1713, viele Details sind vom Merian-Stich abkopiert

### Mittelalter
Die Burg entstand im 11. Jahrhundert durch die Grafen von Katlenburg, die in dieser Zeit eine überregionale Bedeutung in der Reichspolitik hatten. Ihre erste Erwähnung erfolgte in den Annalen des Lampert von Hersfeld für das Jahr 1075. Das Grafengeschlecht ist seit 1002 durch die die Brüder Heinrich und Udo von Katlenburg nachgewiesen. Ihre Nachfahren waren Dietrich I., Dietrich II. und Dietrich III. Der ohne Nachkommen gebliebene und fromme Graf Dietrich III. und seine Ehefrau Adela von Beichlingen wandelten die Burg 1105 in ein Kloster um, in dem sie die Ringmauer niederlegen ließen. Das Kloster wurde zu Ehren des Evangelisten Johannes gestiftet und als Johanneskloster bezeichnet. Ob die Frömmigkeit oder die Kinderlosigkeit das Motiv der Klostergründung war, ist nicht ganz klar. Ein anderer Grund wird darin vermutet, dass der Herrschaftsmittelpunkt zur Stauffenburg bei Gittelde verlegt wurde, wo Graf Dietrich auch eigene Münzen prägen ließ. Das Grafenehepaar ließ die Klosterkirche der Katlenburg errichten. Durch den Tod Dietrichs 1106 bei der Belagerung von Köln erlosch sein Geschlecht. Er wurde in der Krypta der von ihm errichteten Kirche beigesetzt. In der zum Kloster gewandelten Burganlage im 12. Jahrhundert lebten anfangs Augustiner-Chorherren und später auch Augustiner-Chorfrauen.
Im 14. Jahrhundert hatte das Kloster einige Schicksalsschläge zu erleiden. 1346 brannte die Klosteranlage vermutlich infolge von Brandstiftung nieder. Dieser Brand schlug sich im Catlenburger Lied von 1346 nieder, das als ältestes niederdeutsches Lied in Niedersachsen gilt.
1348 wütete die Pest in der Gegend, was die wirtschaftliche Lage des Klosters verschlechterte. 1392 kam es zu einem Überfall aus Thüringen.

### Neuzeit
Zwischen 1525 und 1534 legte das Kloster ein Lagerbuch an, in dem alle Besitzungen, Rechte und Einkünfte verzeichnet waren. Anlass war die Sorge um den Verlust von Eigentum durch sich 1525 entwickelnde Bauernkriege. Das Buch nennt Klosterbesitz bei 270 Personen in 70 Orten. Rund 45 Dörfer der Umgegend gehörten dem Kloster, aber auch Orte bei Braunschweig. Außerdem gehörten zum klösterlichen Besitz Fischereirechte an Rhume, Oder, Söse, Bever sowie Jagd- und Mühlenrechte. Auch bestanden Patronatsrechte an Kirchen der Gegend.
Während der Reformation wurde das Kloster 1534 säkularisiert. 1560 bezog Philipp II. von Grubenhagen mit seiner Ehefrau Clara von Wolfenbüttel die Gebäude. Sie wandelten einen Teil der früheren Klostergebäude in ein Renaissance-Schloss um. Sie bewohnten die Anlage bis 1595, die dadurch zur grubenhagenschen Nebenresidenz wurde. Nach dem Wegzug des Fürstenpaars bewohnte ein Amtmann das Schloss. Er war Verwalter, Gerichtsherr und Bewirtschafter des Amtshofes auf der Katlenburg.
Während des Dreißigjährigen Kriegs kam es 1625 zu einer längeren Belagerung der Katlenburg, die unter protestantischer Hoheit stand. Belagerer war der kaiserliche Feldherr Tilly. Nachdem sich die Besatzung ergeben hatte und er die Burg übernommen hatte, eroberte sie der Feldherr Christian von Wolfenbüttel im April 1626 zurück. Dabei ließ er Schloss und Kirche plündern sowie in Brand stecken.
Im Siebenjährigen Krieg besetzten 1761 französische und sächsische Truppen die Anlage. Dabei entweihten sie die Schlosskirche.
1819 wurde der Amtshof als landwirtschaftlicher Betrieb vom Verwaltungssitz auf der Katlenburg abgetrennt. Es entstand eine königliche Domäne, die zunächst verpachtet wurde und bis 1950 als staatliche Domäne bestand. Der erste Domänenpächter ließ bereits um 1820 einen Reitstall mit Reithalle errichten. 1859 wurde der Amtssitz nach Lindau verlegt.

### 20. Jahrhundert

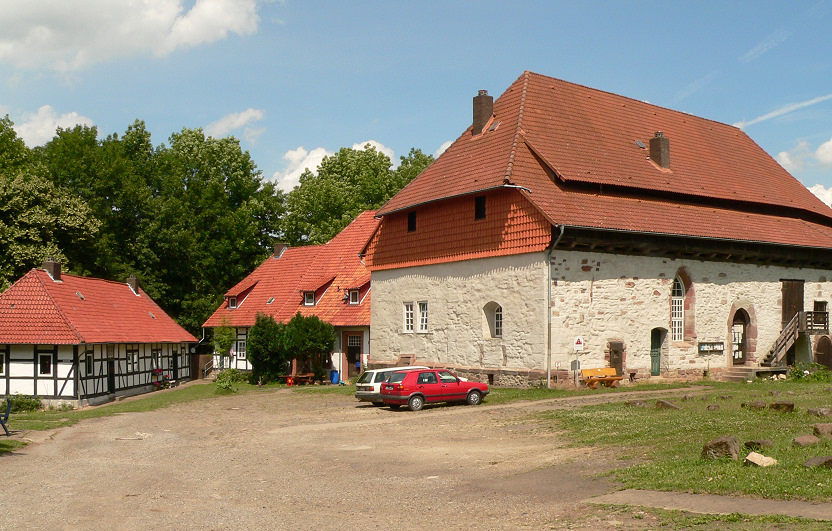
Früheres Speichergebäude auf der Burg

1964 richtete die Schreberjugend Niedersachsen auf der Burg eine Freizeit- und Bildungsstätte ein, die 2007 wegen Insolvenz geschlossen wurde. Die Räumlichkeiten der Katlenburg sollen weiterhin als Bildungsstätte dienen. Heute sind weitere Einrichtungen auf der Burg und dem Burgberg ein kirchlicher Teilbereich seit 1955, die Burgbergschule seit 1974, eine Sporthalle seit 1975 und seit 2008 ein mittlerweile geschlossenes Hotel.
Seit Anfang der 1990er Jahre ist die Katlenburg als Bücherburg überregional bekannt geworden. In ihren Räumlichkeiten sind rund eine halbe Million alte Bücher, vor allem aus DDR-Restbeständen, eingelagert. Sie werden gegen eine Spende zugunsten von Brot für die Welt abgegeben. Initiator der Aktion ist Martin Weskott, ehemaliger Pfarrer der Sankt-Johannes-Gemeinde in Katlenburg. Im Burgbereich gab es eine Gastronomie mit Hotel und Seminarhaus.